# Omer Khalifa
Pour les articles homonymes, voir Khalifa.
Omer Khalifa  (né le 18 décembre 1956) est un athlète soudanais, spécialiste des courses de demi-fond.

## Biographie
Il remporte quatre médailles lors des Championnats d'Afrique d'athlétisme : l'or en 1985 sur 1 500 m, l'argent en 1979 (800 m) et 1984 (1 500 m) et le bronze en 1984 (800 m). Il atteint par ailleurs, sur la distance du 1 500 m la finale des Jeux olympiques de 1984 (8e) et des Championnats du monde de 1987 (5e). Sélectionné dans l'équipe d'Afrique lors de la Coupe du monde des nations 1985, à Canberra, Omer Khalifa remporte l'épreuve du 1 500 m en 3 min 41 s 16, devant l'Est-Allemand Olaf Beyer et le Soviétique Igor Lotarev.

### Palmarès
| Date | Compétition                | Lieu        | Résultat | Épreuve |
| ---- | -------------------------- | ----------- | -------- | ------- |
| 1979 | Championnats d'Afrique     | Dakar       | 2e       | 800 m   |
| 1984 | Jeux olympiques            | Los Angeles | 8e       | 1 500 m |
| 1984 | Championnats d'Afrique     | Rabat       | 3e       | 800 m   |
| 1984 | Championnats d'Afrique     | Rabat       | 2e       | 1 500 m |
| 1985 | Championnats d'Afrique     | Le Caire    | 1er      | 1 500 m |
| 1985 | Coupe du monde des nations | Canberra    | 1er      | 1 500 m |
| 1987 | Championnats du monde      | Rome        | 5e       | 1 500 m |

### Records
| Épreuve | Performance   | Lieu     | Date              |
| ------- | ------------- | -------- | ----------------- |
| 800 m   | 1 min 44 s 75 | Catane   | 13 septembre 1986 |
| 1 500 m | 3 min 33 s 28 | Grosseto | 10 août 1986      |